# Adalbert Ricken
Adalbert Ricken (ur. 30 marca 1851 w Fuldzie, zm. 1 marca 1921 w Ibid) – niemiecki duchowny i mykolog.
Uczęszczał do seminarium w Fuldzie do 1873 roku. Po święceniach pracował jako kapelan i kapłan rzymskokatolicki w kilku miejscach diecezji Fuldy. Mykologia była jego hobby. Wniósł wkład w taksonomię grzybów, a jego praca Vademecum für Pilzfreunde (Wademecum grzybiarzy-hobbystów) od pierwszego wydania do połowy XX wieku stała się popularną książką do identyfikacji grzybów w Niemczech. Napisał także pracę o grzybach z rodziny pieczarkowatych (Agaricaceae).
Opisał nowe gatunki grzybów. W nazwach naukowych utworzonych przez niego taksonów dodawane jest jego nazwisko Ricken. Uhonorowano go nadając od jego nazwiska nazwę rodzaju grzybów Rickenella.